# Prix Albert-Londres
Le prix Albert-Londres, créé en 1932 et décerné pour la première fois en 1933, couronne chaque année, à la date d'anniversaire de la mort d'Albert Londres, les meilleurs « grands reporters » francophones. 
Récompense d'excellence dans le domaine du journalisme, il est considéré parmi les plus prestigieux du monde. Il est souvent considéré comme l'équivalent d'un « prix Nobel », inexistant pour le journalisme. Il est également régulièrement considéré comme une sorte de « prix Goncourt » du journalisme ou encore comparé au prix Pulitzer américain.
À partir de 1985, le prix se décline en deux catégories : prix de la presse écrite, celui créé à l'origine, et prix de l'audiovisuel. À partir de 2017, s'ajoute une troisième catégorie, le prix du livre.

## Histoire

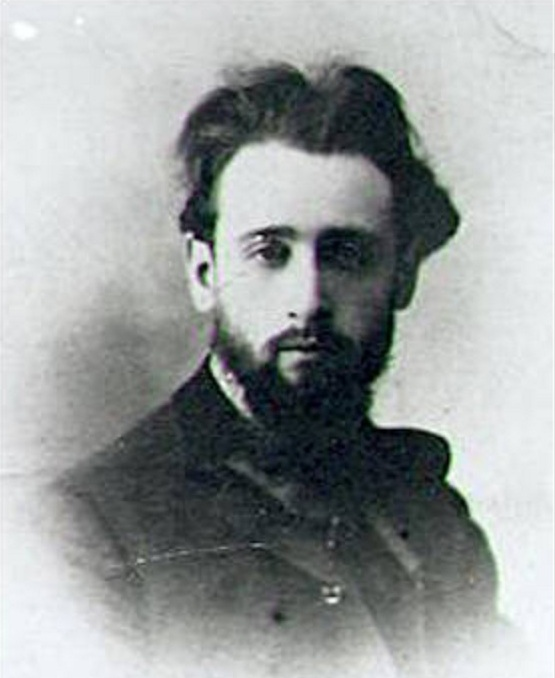
Le prix tient son nom du reporter Albert Londres (ici, en 1923).

À la mort d'Albert Londres, le 16 mai 1932 lors du naufrage du paquebot Georges Philippar, sa fille, Florise Martinet-Londres et  trois journalistes de terrain, compagnons d'Albert Londres, décident de créer un prix à sa mémoire. À partir de 1933, le prix Albert-Londres couronnera chaque année, le 16 mai, un ou une jeune journaliste francophone de quarante ans ou moins. Les candidats peuvent se présenter à titre individuel, sans forcément être soutenus par un organe de presse, avec ou sans carte de presse,.
Florise Martinet-Londres, qui consacre sa vie à la mémoire de son père, décède en 1975. 

### L'Association du prix Albert-Londres
Le prix Albert-Londres est géré par l'Association du prix Albert-Londres créée en 1959, composée des divers lauréats. 
Depuis 1974, l'association du prix Albert-Londres est reconnue d'utilité publique.
Depuis cette date également, l'association est administrée par la société civile des auteurs multimédia (SCAM), société d'auteurs regroupant les auteurs d'œuvres documentaires.
Présidée pendant 21 ans par Henri Amouroux, elle est ensuite présidée par Josette Alia à compter de mai 2006, puis par Annick Cojean entre 2011 et 2020. Depuis, la présidence de l'Association est attitrée au journaliste Hervé Brusini. 

### Extension au documentaire audiovisuel et au livre
En 1985, sous l'influence de Henri de Turenne, journaliste, scénariste et réalisateur, un prix est créé pour le documentaire audiovisuel.
En 2017, l'association institue également un prix Albert-Londres du livre.

## Composition du Jury et candidature
Le prix est attribué par un jury qui comprend (en 2024) : Lise Blanchet, Hervé Brusini, Annick Cojean (présidente), Delphine Menoui (vice-présidente), Catherine Jentile, François Hauter, Christian Hoche, Frédéric Tonolli, Wilson Fache, Jean-Xavier de Lestrade, Manon Loizeau, Alain Louyot, Jean-Paul Mari, Hélène Lam-Trong, Nicolas Legendre, Michel Moutot, Anne Poiret, Patrick de Saint-Exupéry, Henri de Turenne, Olivier Weber et les lauréats des deux dernières années.
Ont fait partie du jury : Henri Amouroux, Henri Béraud, Lucien Bodard, Thierry Desjardins, Max Clos, James de Coquet, Yves Courrière, Roland Dorgelès, Robert Guillain, Édouard Helsey, Katia Kaupp, Joseph Kessel, Max Olivier-Lacamp, René Mauriès, Pierre Mille, Christophe de Ponfilly, Georges Oudard, Bernard Ullmann, Henri de Turenne ou encore Andrée Viollis.

## Les lauréats

### Lauréats du prix Albert-Londres
- 1933 : Émile Condroyer pour l'ensemble de ses reportages et notamment La Maison du grand silence (Le Journal)[14]
- 1934 : Stéphane Faugier pour Sur la piste de l'or (Le Matin) disponible en ligne
- 1935 : Claude Blanchard
- 1936 : Jean Botrot (Le Petit Parisien)
- 1937 : Max Massot pour l'ensemble de ses reportages (Le Journal)
- 1938 : Jean-Gérard Fleury pour Un homme libre chez les Soviets (Le Jour - Gringoire)[15]
- 1939 : Jacques Zimmermann
- 1946 : Marcel Picard pour J'étais un correspondant de guerre - Ed. Janicot
- 1947 : André Blanchet pour Débarquement à Haïphong - Ed. Dorian et Dominique Pado pour Russie de Staline - Ed. Elvézir
- 1948 : Pierre Voisin (Le Figaro)
- 1949 : Serge Bromberger (Le Figaro)
- 1950 : Alix d'Unienville pour En vol - Ed. Albin Michel
- 1951 : Henri de Turenne (Le Figaro) pour Retour de Corée - Ed. Julliard
- 1952 : Georges Menant (Le Dauphiné libéré)
- 1953 : Maurice Chanteloup (Le Figaro)
- 1954 : Armand Gatti pour Envoyé spécial dans la cage aux fauves - Ed. du Seuil
- 1955 : Jean Lartéguy (Paris-Presse)
- 1956 : René Mauriès (La Dépêche du Midi)
- 1957 : René Puissesseau (France-Soir)
- 1958 : Max Olivier-Lacamp (Le Figaro)
- 1959 : Jean-Marc Théolleyre (Paris-Journal)
- 1960 : Jacques Jacquet-Francillon (Le Figaro)
- 1961 : Marcel Niedergang pour Tempête sur le Congo - Ed. Plon
- 1962 : Max Clos (Le Figaro)
- 1963 : Victor Franco pour Cuba, La révolution sensuelle - Grasset
- 1964 : José Hanu pour Quand le vent souffle en Angola - Ed. Brepols
- 1965 : Michel Croce-Spinelli (Sagipress)
- 1966 : Yves Courrière (Nice-Matin)
- 1967 : Jean Bertolino (La Croix)
- 1968 : Yves Cuau pour Israël attaque - Ed Robert Laffont
- 1969 : Yves-Guy Bergès (France Soir)
- 1970 : Philippe Nourry (Le Figaro)
- 1971 : Jean-François Delassus pour Le Japon : monstre ou modèle - Hachette
- 1972 : Jean-Claude Guillebaud (Sud Ouest) et Pierre Bois (Le Figaro)
- 1973 : Jean-Claude Pomonti (Le Monde)
- 1974 : François Missen (Le Provençal)
- 1975 : Thierry Desjardins (Le Figaro)
- 1976 : Pierre Veilletet (Sud Ouest)
- 1977 : François Debré pour Cambodge, la révolution de la forêt - Ed.Flammarion
- 1978 : Christian Hoche (L'Express)
- 1979 : Hervé Chabalier (Le Matin de Paris)
- 1980 : Marc Kravetz (Libération)
- 1981 : Bernard Guetta (Le Monde)
- 1982 : Christine Clerc (Le Figaro) pour Le Bonheur d'être français - Grasset
- 1983 : Patrick Meney (AFP) pour l'ensemble de ses reportages sur l'Union soviétique.
- 1984 : Jean-Michel Caradec'h (Paris Match)

### Lauréats du prix Albert-Londres de la presse écrite
- 1985 : Alain Louyot (Le Point)
- 1986 : François Hauter (Le Figaro)
- 1987 : Jean-Paul Mari (Le Nouvel Observateur)
- 1988 : Sorj Chalandon (Libération) et Sammy Ketz (AFP)
- 1989 : Jean Rolin pour La ligne de front - Ed Quai Voltaire
- 1990 : Yves Harté (Sud Ouest)
- 1991 : Patrick de Saint-Exupéry (Le Figaro)
- 1992 : Olivier Weber (Le Point)
- 1993 : Philippe Broussard (Le Monde)
- 1994 : Dominique Le Guilledoux (Le Monde)
- 1995 : Bureau AFP de Moscou (Jean Raffaelli, Boris Bachorz, Marielle Eudes, Paola Messana, Catherine Triomphe, Stéphane Orjollet, Sebastian Smith, Bertrand Rosenthal et Isabelle Astigarraga)
- 1996 : Annick Cojean (Le Monde)
- 1997 : Caroline Puel (Libération, Le Point)
- 1998 : Luc Le Vaillant (Libération)
- 1999 : Michel Moutot (AFP, New York)
- 2000 : Anne Nivat (Ouest-France, Libération, Chienne de guerre : une femme reporter en Tchétchénie, Ed. Fayard)
- 2001 : Serge Michel correspondant du Point, du Figaro et du Temps (Genève) à Téhéran
- 2002 : Adrien Jaulmes (Le Figaro)
- 2003 : Marion Van Renterghem (Le Monde)
- 2004 : Christophe Ayad (Libération)
- 2005 : Natalie Nougayrède (Le Monde)
- 2006 : Delphine Minoui (Le Figaro)
- 2007 : Luc Bronner (Le Monde)
- 2008 : Benjamin Barthe (Le Monde)
- 2009 : Sophie Bouillon (XXI)
- 2010 : Delphine Saubaber (L'Express)
- 2011 : Emmanuel Duparcq (AFP, Islamabad, Pakistan)
- 2012 : Alfred de Montesquiou (Paris Match)

- 2013 : Doan Bui (Le Nouvel Observateur)
- 2014 : Philippe Pujol (La Marseillaise)[16]
- 2015 : Luc Mathieu (Libération)[17]
- 2016 : Claire Meynial  (Le Point)[18]
- 2017 : Samuel Forey (Indépendant)[19]
- 2018 : Élise Vincent (Le Monde)[20]
- 2019 : Benoît Vitkine (Le Monde)[21]
- 2020 : Allan Kaval (Le Monde)[22]
- 2021 : Caroline Hayek, (L’Orient-Le Jour)[23]
- 2022 : Margaux Benn (Le Figaro)[24],[25]
- 2023 : Wilson Fache[26]
- 2024 : Lorraine de Foucher (Le Monde)[27]

### Lauréats du prix Albert-Londres de l'audiovisuel
- 1985 : Christophe de Ponfilly et Bertrand Gallet pour Les Combattants de l'insolence
- 1986 : Philippe Rochot pour ses reportages sur le Liban
- 1987 : Frédéric Laffont pour La Guerre des nerfs
- 1988 : Daniel Leconte pour La Deuxième Vie de Klaus Barbie
- 1989 : Denis Vincenti et Patrick Schmitt pour Les Enfants de la honte
- 1990 : Gilles de Maistre pour J'ai 12 ans et je fais la guerre
- 1991 : Dominique Tierce, Hervé Brusini et Jean-Marie Lequertier pour L'Affaire Farewell (France 2)[28]
- 1992 : Lise Blanchet et Jean-Michel Destang pour Le Grand Shpountz (France 3, Thalassa)
- 1993 : Jean-Jacques Le Garrec pour 5 jours dans Sarajevo (France 2, Journal de 20h)
- 1994 : Florence Dauchez pour Rachida, lettres d'Algérie (les Films d'ici pour France 3)
- 1995 : Marie-Monique Robin pour Voleurs d'yeux (Planète, M6)
- 1996 : Patrick Boitet et Frédéric Tonolli pour Les Seigneurs de Behring (France 3)
- 1997 : Claude Sempère pour Envoyé spécial : La Corse (France 2)
- 1998 : Catherine Jentile et Manuel Joaquim pour Chronique d'une tempête annoncée (TF1)
- 1999 : Christophe Weber et Nicolas Glimois pour Les Blanchisseuses de Magdalen (France 3, Sunset Presse)
- 2000 : Rivoherizo Andriakoto pour Les Damnés de la terre (C9 Télévision, les Films du cyclope)
- 2001 : Danielle Arbid pour Seule avec la guerre (Movimento pour Arte)
- 2002 : Thierry et Jean-Xavier de Lestrade pour La Justice des hommes (Maha productions)
- 2003 : Bertrand Coq et Gilles Jacquier pour Naplouse (France 2)
- 2004 : Rithy Panh pour S21, la machine de mort khmère rouge (Arte, INA)
- 2005 : Grégoire Deniau et Guillaume Martin pour Traversée clandestine (France 2)
- 2006 : Manon Loizeau et Alexis Marant pour La Malédiction de naître fille (CAPA pour Arte, TSR et SRC)
- 2007 : Anne Poiret, Gwenlaouen Le Gouil et Fabrice Launay pour Muttur : Un crime contre l'humanitaire (maximal news télévision-France 5)
- 2008 : Alexis Monchovet, Stéphane Marchetti et Sébastien Mesquida pour Rafah, chroniques d'une ville dans la bande de Gaza (Playprod et System TV pour France 5)
- 2009 : Alexandre Dereims pour Han, le prix de la liberté (Java films et Première nouvelle pour Public Sénat)
- 2010 : Jean-Robert Viallet pour La Mise à mort du travail (France 3)
- 2011 : David André pour Une peine infinie, histoire d'un condamné à mort (France 2)
- 2012 : Audrey Gallet et Alice Odiot pour Zambie, à qui profite le cuivre ?
- 2013 : Roméo Langlois pour Colombie : À balles réelles (France 24)
- 2014 : Julien Fouchet, Sylvain Lepetit et Taha Siddiqui pour La Guerre de la polio (France 2)[16]
- 2015 : Cécile Allegra et Delphine Deloget pour Voyage en barbarie (Public Sénat)[17]
- 2016 : Sophie Nivelle-Cardinale et Étienne Huver, pour Disparus, la guerre invisible de Syrie (Arte)[18]
- 2017 : Tristan Waleckx et Matthieu Rénier, pour Vincent Bolloré, un ami qui vous veut du bien ? (France 2)
- 2018 : Marjolaine Grappe, Christophe Barreyre et Mathieu Cellard, pour Les hommes des Kim (Les hommes du dictateur) (Arte)[29]
- 2019 :  Marlène Rabaud pour Congo Lucha (RTBF et BBC)
- 2020 : Sylvain Louvet et Ludovic Gaillard (CAPA) pour leur documentaire Sept milliards de suspects, diffusé sur Arte[22]
- 2021 : Alex Gohari et Léo Mattei pour leur documentaire On the Line. Les expulsés de l’Amérique[23]
- 2022 : Alexandra Jousset et Ksenia Bolchakova pour leur documentaire Wagner, l’armée de l’ombre de Poutine[25]
- 2023 : Hélène Lam Trong pour son documentaire Daech, les enfants fantômes diffusé sur France 5[30]
- 2024 : Antoine Védeilhé et Germain Baslé, Philippines : les petits forçats de l’or, Keyi Productions pour Arte Reportage[27]

### Lauréats du prix Albert-Londres du livre
- 2017 : David Thomson pour Les Revenants (Seuil, 2016).
- 2018 : Jean-Baptiste Malet pour L'Empire de l'or rouge. Enquête mondiale sur la tomate d'industrie (Fayard, 2017)[20].
- 2019 : Feurat Alani pour Le Parfum d’Irak (Editions Nova/Arte Editions, octobre 2018).
- 2020 : Cédric Gras pour Alpinistes de Staline (Stock)[22].
- 2021 : Émilienne Malfatto, pour Les serpents viendront pour toi (Les Arènes)[23]
- 2022 : Victor Castanet, pour Les Fossoyeurs (Fayard)[25]
- 2023 : Nicolas Legendre, pour Silence dans les champs (Arthaud) [31]
- 2024 : Martin Untersinger, pour Espionner, mentir, détruire (Grasset, 2024)[27]

### Mentions spéciales du jury
Le jury a par ailleurs accordé à plusieurs reprises des mentions spéciales :
par exemple en 1980 à l'équipe de reportage de Vendredi (FR3), Michel Honorin, Jean-Marie Cavada et Michel Thoulouze, pour l'ensemble de leurs reportages (le prix Albert-Londres de l'audiovisuel sera créé cinq ans plus tard), ou encore en 2018 au site de journalisme collaboratif Forbidden Stories.

## Villes ayant accueilli les cérémonies de remise des prix
- 1933-1981 : Paris
- 1982 : Vichy
- 1983-1998 : Paris
- 1999 : Saint-Laurent-du-Maroni
- 2000 : Courchevel (une étape du tour de France)
- 2001 : Reims
- 2002 : Moscou
- 2003 : Paris
- 2004 : Pékin
- 2005 : Istanbul
- 2006 : Marseille
- 2007 : Beyrouth
- 2008 : Dakar
- 2009 : São Paulo
- 2010 : Paris
- 2011 : Tunis
- 2012 : Paris
- 2013 : Montréal
- 2014 : Bordeaux
- 2015 : Bruxelles[17]
- 2016 : Londres[18]
- 2017 : Paris
- 2018 : Istanbul[20]
- 2019 : Paris
- 2020 : Paris
- 2021 : Paris
- 2022 : Riga
- 2023 : Vichy[32]
- 2024 : Paris[33]

## Titres de presse les plus représentés
| Journal / magazine          | Nombre de lauréats | Année(s)                                                                                             |
| --------------------------- | ------------------ | --- |
| Le Figaro                   | 17                 | 1948, 1949, 1951, 1953, 1958, 1960, 1962, 1970, 1972, 1975, 1982, 1986, 1991, 2001, 2002, 2006, 2022 |
| Le Monde                    | 13                 | 1959, 1973, 1981, 1993, 1994, 1996, 2003, 2005, 2007, 2008, 2018, 2019, 2020, 2024                   |
| Libération                  | 8                  | 1980, 1988, 1997, 1998, 2000, 2004, 2015, 2023                                                       |
| Le Point                    | 3                  | 1985, 1992, 2016                                                                                     |
| L'Express                   | 2                  | 1978, 2010                                                                                           |
| Paris Match                 | 2                  | 1984, 2012                                                                                           |
| Le Nouvel Observateur/L'Obs | 2                  | 1987, 2013                                                                                           |

### Filmographie
- Grands Reportages. Les Films du prix Albert-Londres (1985–2010), 10 DVD, Éditions Montparnasse, 2010